# Mussatia
Mussatia é um género botânico pertencente à família Bignoniaceae.

## Sinonímia
Micropaegma

### Espécies
- Mussatia caudiculata
- Mussatia hyacinthina
- Mussatia prieurei
- Mussatia venezuelensis